# Callulops
Callulops es un género de anfibios anuros de la familia Microhylidae. Se distribuyen desde las Molucas hasta el archipiélago de las Luisiadas pasando por Nueva Guinea.

## Especies
El género incluye las siguientes 29 especies':
- Callulops argus Kraus, 2019
- Callulops biakensis Günther, Stelbrink, & von Rintelen, 2012
- Callulops bicolor Kraus, 2019
- Callulops boettgeri (Méhely, 1901)
- Callulops comptus (Zweifel, 1972)
- Callulops doriae Boulenger, 1888
- Callulops dubius (Boettger, 1895)
- Callulops eremnosphax Kraus & Allison, 2009
- Callulops fojaensis Oliver, Richards & Tjaturadi, 2012
- Callulops fuscus (Peters, 1867)
- Callulops glandulosus (Zweifel, 1972)
- Callulops humicola (Zweifel, 1972)
- Callulops kampeni (Boulenger, 1914)
- Callulops kopsteini (Mertens, 1930)
- Callulops marmoratus Kraus & Allison, 2003
- Callulops mediodiscus Oliver, Richards & Tjaturadi, 2012
- Callulops microtis (Werner, 1901)
- Callulops neuhaussi (Vogt, 1911)
- Callulops omnistriatus Kraus & Allison, 2009
- Callulops personatus (Zweifel, 1972)
- Callulops robustus (Boulenger, 1898)
- Callulops sagittatus Richards, Burton, Cunningham & Dennis, 1995
- Callulops stellatus Kraus, 2019
- Callulops stictogaster (Zweifel, 1972)
- Callulops taxispilotus Kraus, 2019
- Callulops valvifer[2] (Barbour, 1910)
- Callulops wilhelmanus (Loveridge, 1948)
- Callulops wondiwoiensis Günther, Stelbrink, & von Rintelen, 2012
- Callulops yapenensis Günther, Stelbrink, & von Rintelen, 2012